# Lucía Pineda Ubau
Lucía Pineda Ubau (n. 8 de septiembre de 1973, San Miguelito, Río San Juan) es una periodista nicaragüense, jefa de prensa del canal 100% Noticias.

## Trayectoria
Pineda Ubau nació en septiembre de 1973 en San Miguelito, 290 kilómetros al sureste de Managua.
Su madre es oriunda de Los Chiles, Costa Rica, y su tío fue alcalde de Upala, Costa Rica.
En 1977 sus padres se mudaron a Nicaragua. Fue a la escuela primaria en la Colonia Morazán, de la capital Managua, y a la secundaria en el Instituto Gaspar García Laviana de la misma ciudad.
Estudió periodismo en la Universidad Centroamericana (UCA). Su primer trabajo fue en 1995 en el noticiero Extravisión del Canal 4.  Luego trabajó durante siete años en los noticieros de TV Noticias, de Canal 2, entonces dirigido por la periodista María Lilly Delgado, en Radio Magic y en Canal 8 de Managua hasta el año 2000.
Pineda Ubau presentó en la televisión las denuncias de la hijastra de Ortega sobre el abuso sexual del que fuera supuestamente víctima, cometido por su padrastro Daniel Ortega, e investigaciones sobre casos de corrupción durante el mandato del presidente Arnoldo Alemán, quien le dio el apodo de la “Chilindrina” en 1997, ya que era conocida por denunciar irregularidades en distintos gobiernos.

## Encarcelamiento y crisis internacional
Durante una crisis sin precedentes y protestas contra el gobierno nicaragüense  en las que hubo una gran represión de parte del gobierno de Daniel Ortega, murieron centenas de personas, otras centenas fueron desaparecidos y más de 600 fueron detenidos por manifestarse y protestar contra el gobierno, varios medios de comunicación fueron cerrados y varios periodistas fueron detenidos.
En octubre de 2018, Miguel Mora Barberena, el director de 100 % Noticias, recibió el Gran Premio Libertad de Prensa 2018, que entregó la Sociedad Interamericana de Prensa (SIP). Luego de eso el gobierno nicaragüense detuvo a Mora Barberena.
Entonces Pineda Ubau denunció al aire que la Policía Nacional allanó las oficinas del canal y detuvo a Mora.
El Instituto Nicaragüense de Telecomunicaciones y Correos ordenó a las operadoras de televisión que sacaran del programa al canal 100 % Noticias.
La policía una semana antes había ocupado el edificio donde funcionaban las revistas digitales Confidencial y Niú y los programas televisivos Esta Semana y Esta Noche.
En diciembre de 2018 Pineda Ubau fue arrestada, junto a la directora ejecutiva, Verónica Chávez, y permaneció incomunicada, por lo que el movimiento feminista solicitó su liberación, que calificó de injusta y que fue producto de que hacia preguntas incómodas al gobierno. La policía selló los accesos a las instalaciones con láminas de zinc. 
Sus últimas palabras al aire fueron:

Tenemos información de última hora. Hay presencia de antimotines y están queriendo entrar a 100% Noticias. Urgente, urgente, hay paramilitares aquí adentro. Estamos reportando última hora.

Su arresto generó un conflicto internacional cuando Costa Rica activó los protocolos y mecanismos de protección de sus ciudadanos en el exterior y solicitó información sobre la detención, situación jurídica y estado de salud de Pineda Ubau.

Rica también expresa su preocupación por las acciones arbitrarias contra los medios de prensa nicaragüense y los defensores de los derechos humanos, por parte de las autoridades de ese país.

Pineda Ubau fue acusada de terrorismo por el Ministerio Público de Nicaragua. Entre las acusaciones figura propiciar e incitar el odio contra miembros del Frente Sandinista de Liberación Nacional por medio de noticias críticas al gobierno.
Tanto la Sociedad Interamericana de Prensa, como la Comisión Interamericana de Derechos Humanos como la Cámara de Comercio Americana de Nicaragua y la Alianza Cívica NIcaragua han reclamado por la libertad de prensa en Nicaragua y por su pronta liberación.
En febrero de 2019, mientras Pineda Ubau denunciaba estar encarcelada en condiciones inhumanas, el juez Edgar Altamirano, titular del Juzgado Noveno Distrito Penal de Juicio de Managua, decidió enviarla a juicio.
Finalmente salió de prisión el martes 11 de junio de 2019 como parte de la amnistía otorgada por el régimen de Daniel Ortega a los presos políticos. 
El 13 de junio Pineda Ubau regresó a Costa Rica.